# Słowo Tarnowskie
Słowo Tarnowskie – tygodnik ukazujący się Tarnowie w latach 1927–1929.

## Historia
Pierwszy numer ukazał się 3 maja 1927 roku z podtytułem: „niezależny tygodnik polityczno-społeczny”. Ostatni wyszedł 29 czerwca 1929 roku. W kolejnych latach zmieniały się podtytuły: „Tygodnik Związku Naprawy Rzeczpospolitej” (od 1 I 1928 r.) oraz „Tygodnik Niezależny” (od 9 VI 1928 r.). Jako redaktor naczelny i odpowiedzialny jest podawany Karol Krzanowski, od numeru 4 do numeru 18 (1928) prof. Adolf Kargol dyrektor od 1929 roku Państwowego Gimnazjum im. Kazimierza Brodzińskiego, działacz Związku Naprawy Rzeczypospolitej, od stycznia 1929 zastępca przewodniczącego Bezpartyjnego Bloku Współpracy z Rządem, a od maja 1928 Kazimierz Gaweł. Jak podano w gazecie, współpracował on wcześniej z pismami krakowskimi, warszawskimi i pomorskimi oraz był wydawcą i redaktorem naczelnym „Ilustrowanego Przeglądu Teatralnego” (od numeru 20 w 1920 roku). W grudniu 1928 roku K. Gaweł wszedł w skład komitetu powiatowego BBWR w Tarnowie i pełnił funkcję sekretarza. W latach 1927–1928 redaktorem Słowa był Zdzisław Simche.
Pismo drukowano w drukarni Józefa Pisza, a od nr 21 do 25 w 1929 roku w istniejącej od 1873 roku drukarni Józefa Styrny. Redakcja początkowo mieściła się przy ulicy Nowy Świat 21, 1 listopada 1927 przeniosła się na parter kamienicy przy ulicy Piłsudskiego 1 gdzie działała do września 1928 (nr 32 1928), potem na ul. Panny Marii 9. Od 7 października 1928 roku redakcja mieściła się przy ulicy św. Anny 5 na 1 piętrze. Pismo upadło w lipcu 1929 roku. W sierpniu przed sądem toczył się proces wytoczony przez właścicieli drukarni J. Pisza o zwrot należności za druk pisma.

## Bieg okrężny
24 czerwca 1928 roku odbył się bieg okrężny „Słowa Tarnowskiego” o puchar wędrowny. Początek i zakończenie biegu zaplanowano na ulicy Krakowskiej (obok kościoła księży Misjonarzy), dalej ulicami: Krakowską, Wałową, Lwowską, św. Marcina, św. Walentego, Tuchowską, Małą Strusiną, Stajenną do Krakowskiej. Trasa mierzyła 4200 metrów. Jedną z nagród ufundował burmistrz Tarnowa Julian Kryplewski, drugą – 36 cm figurkę lekkoatlety z brązu – Związek Tarnowian, który reprezentowali: adwokat Ignacy Basler, redaktor Jan Grzywiriski, pułkownik Maksymilian Hoborski, adwokat Stanisław Kroch, konsul węgierski Wojciech Marchwicki, pułkownik Wojciech Rec, adwokat Ignacy Szado, docent UJ Józef Szymanowicz, wiceprezydent m. Krakowa Piotr Wielgus. Zawodnicy stowarzyszeni i niestowarzyszeni nie płacili wpisowego i mogli korzystać z szatni KS Tarnovia. Przed biegiem wymagane było badanie lekarskie.
Wyniki zawodów: 1. miejsce Zdzisław Motyka A. Z. S. Kraków – 13 min 25,4 s, który otrzymał jako nagrodę puchar „Słowa Tarnowskiego” i złoty żeton ufundowany przez Komitet sprowadzenia zwłok gen. Józefa Bema do kraju, 2. miejsce Teofil Trnka AZS Kraków – 13 min 49,3 s trzymał w nagrodę figurkę z brązu ufundowaną przez Związek Tarnowian, 3. miejsce Michał Machowski AZS Lwów – 14 min 19,4 s otrzymał jako nagrodę srebrną papierośnicę ufundowaną przez burmistrza m. Tarnowa.